# Trustee (Schiff)
Die Trustee ist ein Halbtaucherschiff der niederländischen Schwergutreederei Boskalis.

## Geschichte
Das Schiff wurde ursprünglich als Öltanker unter der Baunummer 367 auf der Werft Brodogradiliste Split gebaut. Es fuhr zuletzt für Sealift. Dieses Unternehmen fusionierte 2007 mit Dockwise. Das Schiff wurde 2008 in China auf der Werft Cosco Nantong Shipyard zu einem Halbtaucherschiff umgebaut.

## Einzelheiten
Die Trustee fährt unter der Flagge der Niederländischen Antillen, der Heimathafen ist Willemstad.

## Technische Daten
Das Schiff wird von einem MAN-Dieselmotor mit 11.952 kW Leistung angetrieben. Der Motor wirkt auf einen Festpropeller. Das Schiff erreicht einen Geschwindigkeit von maximal 14,50 kn. Es ist mit einem mit 1.500 kW Leistung angetriebenen Bugstrahlruder ausgestattet.
Die Decksfläche ist 130,0 × 44,5 m groß. Die Decksaufbauten mit den Einrichtungen für die Schiffsbesatzung und der Brücke befindet sich im hinteren Bereich des Schiffes. Auf der Back ist eine zweite Brücke eingerichtet, um auch Ladungen befördern zu können, die die Voraussicht von der hinteren Brücke stark einschränken oder gar unmöglich machen.